# Eliseu
Pour le footballeur portugais né en 1952, voir Eliseu (football, 1952).
Eliseu Pereira dos Santos, né le 1er octobre 1983 à Angra do Heroísmo au Portugal, est un footballeur portugais qui évolue au poste de milieu offensif puis d'arrière gauche.

## Biographie

### En club
Formé au CF Belenenses, il joue principalement par la suite en faveur du club espagnol de Málaga.
Le club portugais Benfica Lisbonne annonce le 25 juillet 2014 qu'il a signé un contrat d'une durée de deux ans pour un montant estimé à 1,5 million d'euros.
Il est réputé pour sa grande rigueur défensive, son sens de l'anticipation, ou encore pour la précision chirurgicale de ses centres. Ses qualités défensives et son dévouement font de lui l'un des meilleurs défenseurs du Championnat du Portugal à côtés des  Luisão, Victor Lindelöf ou encore Jardel.

### En équipe nationale
Il reçoit sa première sélection en équipe du Portugal lors de l'année 2009. 
Toutefois c'est sept ans plus tard, qu'il dispute sa première compétition internationale lors de l'Euro 2016 qu'il remporte avec sa sélection. 
L'année suivante, il dispute la Coupe des Confédérations 2017 dans laquelle le Portugal obtiendra la troisième place.  

## Palmarès

### En club
- Championnat du Portugal en 2015, 2016 et 2017.
  - Coupe du Portugal en 2017

### En sélection
Portugal
- Championnat d'Europe
  - Vainqueur : 2016